# Hoofdklasse schaken 1985/86
In het Hoofdklasse-seizoen 1985/86 werd gestreden door tien teams van schaakverenigingen in Nederland om het 63e landskampioenschap. Titelverdediger Volmac/Rotterdam werd kampioen door alle negen wedstrijden te winnen.
De Koningsclub uit Bergen aan Zee maakte zijn debuut op het hoogste niveau. Die club werd in 1978 opgericht en gesponsord door de Duitse betonondernemer Arnfried Pagel. Door het betalen van forse wedstrijdpremies trok de Koningsclub diverse topschakers aan zoals Genna Sosonko, Paul van der Sterren, Hans Ree, Tim Krabbé, Rob Hartoch, Tabe Bas, Kick Langeweg, John van Baarle, Piet van der Weide en Hebert Perez Garcia en werkte zich over de jaren heen vanuit de laagste divisies van de Noord-Hollandse Schaakbond op naar de hoogste klasse van de KNSB-competitie. De club wist meteen beslag te leggen op de tweede plaats. Uitsluitend kampioen Volmac/Rotterdam en Philidor Leiden wisten van de Koningsclub te winnen.

## Eindstand en kruistabel[2]
| Pl.  | Verein           | MP | BP  | 1  | 2  | 3  | 4  | 5  | 6  | 7  | 8  | 9  | 10 |
| ---- | ---------------- | -- | --- | -- | -- | -- | -- | -- | -- | -- | -- | -- | -- |
| 01.  | Volmac/Rotterdam | 18 | 63½ | -- | 7½ | 6½ | 6  | 6½ | 7  | 9  | 7½ | 7½ | 6  |
| 02.  | Koningsclub      | 14 | 53½ | 2½ | -- | 6  | 6  | 8½ | 3½ | 6  | 8  | 5½ | 7½ |
| 03.  | Eindhoven        | 13 | 54  | 3½ | 4  | -- | 5  | 7½ | 8  | 6  | 5½ | 7½ | 7  |
| 04.  | Desisco/WGM      | 10 | 45½ | 4  | 4  | 5  | -- | 3  | 5  | 5½ | 5½ | 7½ | 6  |
| 05.  | Amstelveen       | 9  | 42½ | 3½ | 1½ | 2½ | 7  | -- | 5  | 7½ | 4½ | 5½ | 5½ |
| 06.  | Philidor Leiden  | 9  | 42  | 3  | 6½ | 2  | 5  | 5  | -- | 5  | 5  | 5  | 5½ |
| 07.  | SMB              | 5  | 39  | 1  | 4  | 4  | 4½ | 2½ | 5  | -- | 5  | 5  | 8  |
| 08.  | BSG              | 5  | 38½ | 2½ | 2  | 4½ | 4½ | 5½ | 5  | 5  | -- | 5  | 4½ |
| 09.  | Utrecht          | 5  | 38  | 2½ | 4½ | 2½ | 2½ | 4½ | 5  | 5  | 5  | -- | 6½ |
| 010. | HSG              | 2  | 33½ | 4  | 2½ | 3  | 4  | 4½ | 4½ | 2  | 5½ | 3½ | -- |

### Legenda
|  | Landskampioen |
|  | Degradant     |

Eerste klasse

1920/21 · 1921/22 · 1922/23 · 1923/24 · 1924/25 · 1925/26 · 1926/27 · 1927/28 · 1928/29 · 1929/30 · 1930/31 · 1931/32 · 1932/33 · 1933/34 · 1934/35 · 1935/36 · 1936/37 · 1937/38 · 1938/39 · 1939/40 · 1940/41 · 1941/42
Hoofdklasse

1942/43 · 1943/44 · 1944/45 · 1945/46 · 1946/47 · 1947/48 · 
1948/49 · 1949/50 · 1950/51 · 1951/52 · 1952/53 · 1953/54 · 1954/55 · 1955/56 · 1956/57 · 1957/58 · 1958/59 · 1959/60 · 1960/61 · 1961/62 · 1962/63 · 1963/64 · 1964/65 · 1965/66 · 1966/67 · 1967/68 · 1968/69 · 1969/70 · 1970/71 · 1971/72 · 1972/73 · 1973/74 · 1974/75 · 1975/76 · 1976/77 · 1977/78 · 1978/79 · 1979/80 · 1980/81 · 1981/82 · 1982/83 · 1983/84 · 1984/85 · 1985/86 · 1986/87 · 1987/88 · 1988/89 · 1990/91 · 1991/92 · 1992/93 · 1993/94 · 1994/95 · 1995/96
Meesterklasse

1996/97 · 1997/98 · 1998/99 · 1999/00 · 2000/01 · 2001/02 · 2002/03 · 2003/04 · 2004/05 · 2005/06 · 2006/07 · 2007/08 · 2008/09 · 2009/10 · 2010/11 · 2011/12 · 2012/13 · 2013/14 · 2014/15 · 2015/16 · 2016/17 · 2017/18· 2018/19 · 2019/20 · 2020/21 · 2021/22 · 2022/23 · 2023/24 · 2024/25